# João do Dongo
João do Dongo av Matamba, död 1670, var kung av Matamba mellan 1669 och 1670.